# Trigonotis nandanensis
Trigonotis nandanensis är en strävbladig växtart som beskrevs av C. J. Wang. Trigonotis nandanensis ingår i släktet Trigonotis och familjen strävbladiga växter. Inga underarter finns listade i Catalogue of Life.